# Episodi de L'albero delle mele (quinta stagione)
La quinta stagione della sitcom L'albero delle mele è stata trasmessa negli Stati Uniti dal 21 settembre 1983 al 9 maggio 1984. Pamela Segall appare su base ricorrente e viene inserita nella sigla iniziale quando è presente. La sigla iniziale della stagione precedente, rinnovata con nuove clip di Charlotte Rae e Lisa Whelchel, viene utilizzata soltanto per i primi tre episodi.
| N° | Titolo originale             | Titolo italiano                | Prima TV USA      | Prima TV Italia |
| -- | ---------------------------- | ------------------------------ | ----------------- | --------------- |
| 1  | Brave New World: Part 1      | Le Delizie di Edna: Parte 1    | 21 settembre 1983 | 1986            |
| 2  | Brave New World: Part 2      | Le Delizie di Edna: Parte 2    | 21 settembre 1983 | 1986            |
| 3  | Gamma Gamma or Bust          | Il catering                    | 28 settembre 1983 | 1986            |
| 4  | Just My Bill                 | Jo e il ricco                  | 12 ottobre 1983   | 1986            |
| 5  | What Price Glory?            | Il fidanzato di Tootie         | 19 ottobre 1983   | 1986            |
| 6  | The Halloween Show           | Halloween                      | 26 ottobre 1983   | 1986            |
| 7  | Advance Placement            | Il corso                       | 2 novembre 1983   | 1986            |
| 8  | I'm Dancing as Fast as I Can | Il club degli spogliarellisti  | 9 novembre 1983   | 1986            |
| 9  | Small But Dangerous          | Piccola e pericolosa           | 16 novembre 1983  | 1986            |
| 10 | Store Games                  | Guerra tra negozi              | 30 novembre 1983  | 1986            |
| 11 | The Second Time Around       | Come una vera famiglia         | 14 dicembre 1983  | 1986            |
| 12 | The Christmas Show           | La vigilia di Natale           | 21 dicembre 1983  | 1986            |
| 13 | The Chain Letter             | L'ispezione sanitaria          | 28 dicembre 1983  | 1986            |
| 14 | Next Door                    | Il bambino della porta accanto | 4 gennaio 1984    | 1986            |
| 15 | Crossing the Line            | Il cugino di Tootie            | 11 gennaio 1984   | 1986            |
| 16 | All or Nothing               | Tutto o niente                 | 18 gennaio 1984   | 1986            |
| 17 | A Death in the Family        | Lutto in famiglia              | 1 febbraio 1984   | 1986            |
| 18 | Big Fish/Little Fish         | La più popolare                | 8 febbraio 1984   | 1986            |
| 19 | Star at Langley              | Una star a Langley             | 15 febbraio 1984  | 1986            |
| 20 | Dream Marriage               | Il sogno                       | 22 febbraio 1984  | 1986            |
| 21 | Mother and Daughter          | Madre e figlia                 | 29 febbraio 1984  | 1986            |
| 22 | All by Herself               | L'asta di beneficenza          | 14 marzo 1984     | 1986            |
| 23 | Seems Like Old Times         | Come ai vecchi tempi           | 21 marzo 1984     | 1986            |
| 24 | Joint Custody                | Custodia condivisa             | 2 maggio 1984     | 1986            |
| 25 | The Way We Were: Part 1      | Come eravamo: Parte 1          | 9 maggio 1984     | 1986            |
| 26 | The Way We Were: Part 2      | Come eravamo: Parte 2          | 9 maggio 1984     | 1986            |

## Le Delizie di Edna: Parte 1
- Titolo originale: Brave New World: Part 1
- Diretto da: Asaad Kelada
- Scritto da: Linda Marsh e Margie Peters

### Trama
Blair e Jo si trasferiscono al Langley College mentre la signora Garrett, Tootie e Natalie rimangono a Eastland. Dopo una visita a sorpresa di suo figlio Raymond, la signora Garrett, stanca di essere sfruttata dal signor Parker, accarezza l'idea di lasciare la scuola e aprire un negozio di alimentari.
- Guest stars: Roger Perry (Charles Parker), Joel Brooks (Raymond Garrett), David Tiefen (Guy Reynolds), Richard Kantor (Ragazzo) e Harriet Ikenson (Ragazza).

## Le Delizie di Edna: Parte 2
- Titolo originale: Brave New World: Part 2
- Diretto da: Asaad Kelada
- Scritto da: Linda Marsh e Margie Peters

### Trama
La signora Garrett decide di proseguire con l'apertura del negozio di alimentari e si licenzia da Eastland. Nel frattempo, Jo viene cacciata dagli alloggi di Langley e la signora Garrett decide di ospitarla nella sua nuova casa insieme a Tootie e Natalie, purché tutte e tre lavorino nel negozio. Blair preferisce restare ai dormitori universitari per il momento.
- Guest stars: Roger Perry (Charles Parker), David Tiefen (Guy Reynolds) e Kres Mersky (Signorina Aames).

## Il catering
- Titolo originale: Gamma Gamma or Bust
- Diretto da: Asaad Kelada
- Scritto da: George Tricker, Neil Rosen ed Andy Borowitz

### Trama
Blair, ansiosa di unirsi alla confraternita più popolare di Langley, incarica la signora Garrett di occuparsi del catering. Quest'ultima decide di cucinare cibo messicano ma la ragazza, la quale voleva invece cibo cinese, si infuria.
- Guest stars: Jami Gertz (Boots St. Clair) e Jennifer Barlow (Alicia).

## Jo e il ricco
- Titolo originale: Just My Bill
- Diretto da: Asaad Kelada
- Scritto da: Dianne Messina e Lou Messina

### Trama
Jo viene a sapere che il ragazzo che sta frequentando proviene da una ricca famiglia e i suoi sentimenti cominciano a vacillare.
- Guest stars: Pamela Segall (Kelly Affinado), Peter Nelson (William Ogden Smith IV), Frank Aletter (William Ogden Smith III), Rene Assa (Jacques) e Joan Freeman (Signora Smith).

## Il fidanzato di Tootie
- Titolo originale: What Price Glory?
- Diretto da: Asaad Kelada
- Scritto da: Alan Spencer

### Trama
Tootie scopre che Jeff, il suo nuovo fidanzato, non sa leggere.
- Guest stars: Geri Jewell (Geri Tyler) e Todd Hollowell (Jeff Williams).

## Halloween
- Titolo originale: The Halloween Show
- Diretto da: Asaad Kelada
- Scritto da: Jerry Mayer

### Trama
Le ragazze scoprono da uno strano uomo che anni fa si è verificata una carneficina nel negozio. L'uomo successivamente scompare e le ragazze credono sia stato ucciso dalla signora Garrett, secondo loro posseduta.
- Guest stars: Pamela Segall (Kelly Affinado), Loren Lester (Roy), Sean de Veritch (Hansel), Stephanie Ridel (Gretel) e Ian Wolfe (Signor Bigley).

## Il corso
- Titolo originale: Advance Placement
- Diretto da: Asaad Kelada
- Scritto da: Bob Myer e Bob Young

### Trama
Natalie ottiene l'opportunità di frequentare un corso a Langley ma il suo comportamento rischia di rovinare i suoi voti a scuola, il lavoro presso la signora Garrett e l'amicizia con le ragazze.
- Guest stars: Roger Perry (Charles Parker), Jami Gertz (Boots St. Clair), David Tiefen (Guy Reynolds), Jennifer Barlow (Alicia), Lee Arnone (Cliente) e Kerry Michaels (Cliente).

## Il club degli spogliarellisti
- Titolo originale: I'm Dancing as Fast as I Can
- Diretto da: Asaad Kelada
- Scritto da: Jim Geoghan

### Trama
Blair e Jo regalano alla signora Garrett uno spettacolo in uno strip club maschile e scoprono che Cliff, il nuovo ragazzo di Blair, lavora lì.
- Guest stars: Woody Brown (Cliff Winfield), Larry Poindexter (Ken), Roger Menache (Freddie), Hodari Sababu (Bob), Dan Peterson (Maître), Read Scot (Cowboy) e Philip Charles MacKenzie (Signore - è doppiato da Michele Kalamera)

## Piccola e pericolosa
- Titolo originale: Small But Dangerous
- Diretto da: Asaad Kelada
- Scritto da: Andy Borowitz

### Trama
La signora Garrett e le ragazze scoprono che il negozio è stato vandalizzato e che la responsabile è Kelly.
- Guest stars: Pamela Segall (Kelly Affinado), Larry Wilmore (Agente Ziaukus) e Bob Tzudiker (Cliente).

## Guerra tra negozi
- Titolo originale: Store Games
- Diretto da: Asaad Kelada
- Scritto da: Andy Borowitz e Howard Meyers

### Trama
Tootie e Natalie scoprono che un certo Pete Dawson, proprietario di un negozio di alimentari nel quartiere, ha rubato le ricette della signora Garrett.
- Guest stars: Pamela Segall (Kelly Affinado), William Windom (Pete Dawson), Larry Wilmore (Agente Ziaukus) e Nancy Lenehan (Cliente).

## Come una vera famiglia
- Titolo originale: The Second Time Around
- Diretto da: Asaad Kelada
- Scritto da: Linda Marsh e Margie Peters

### Trama
Jo spera che i suoi genitori tornino di nuovo insieme ma viene a sapere che suo padre ha intenzione di sposare un'altra donna.
- Guest stars: Alex Rocco (Charlie Polniaczek) e Claire Malis (Rose Polniaczek).

## La vigilia di Natale
- Titolo originale: The Christmas Show
- Diretto da: Asaad Kelada
- Scritto da: Jerry Mayer

### Trama
Le ragazze preparano le loro cose per tornare a casa a Natale ma Jo è impossibilitata e rimane a Peekskill con la signora Garrett.
- Guest stars: Ian Wolfe (Signor Lazzeroni) e Bob Tzudiker (Cliente).
- Nonostante il suo nome appaia nella sigla iniziale, Pamela Segall è assente in questo episodio.

## L'ispezione sanitaria
- Titolo originale: The Chain Letter
- Diretto da: Asaad Kelada
- Scritto da: Bob Myer e Bob Young

### Trama
La signora Garrett riceve la notizia che presto ci sarà un'ispezione sanitaria nel suo negozio a causa del costante abbandono da parte delle ragazze. Queste vengono licenziate ma vogliono dimostrare alla signora Garrett di poter essere più responsabili.
- Guest star: Peter Hobbs (Signor Stevens).

## Il bambino della porta accanto
- Titolo originale: Next Door
- Diretto da: Linda Day
- Scritto da: Milt Rosen e Glenn Padnick

### Trama
Tootie fa amicizia con un bambino che abita nelle vicinanze del negozio, costretto a rimanere chiuso in casa tutto il giorno per via del lavoro della madre. Quando viene rilevata una fuga di gas, spetta a lei e alla signora Garrett farlo uscire dall'abitazione.
- Guest stars: Taliesin Jaffe (Danny Slater), Jean Smart (Ellen Slater) e Cliff Norton (Signor Hanson).

## Il cugino di Tootie
- Titolo originale: Crossing the Line
- Diretto da: Mark W. Travis
- Scritto da: Andy Borowitz

### Trama
Natalie frequenta Michael, il cugino di Tootie. La ragazza non vuole correre e decide di non accettare un altro appuntamento, portando Tootie a credere che questo arresto improvviso sia dovuto al colore della loro pelle.
- Guest stars: Todd Hollowell (Jeff Williams), Peter Parros (Michael) e Rob Stone (Harvey).

## Tutto o niente
- Titolo originale: All or Nothing
- Diretto da: Asaad Kelada
- Scritto da: Bob Myer e Bob Young

### Trama
Jo è stata eletta rappresentante di Langley e vorrebbe fare grandi cose, soprattutto cercare di ottenere più fondi per le borse di studio.
- Guest stars: Jami Gertz (Boots St. Clair), Bruce Penhall (Steve Garland), John Randolph (Ward Beaumont), Erica Yohn (Louise), Fred Holliday (Hal), Thomas F. Wilson (Moose), Shannon Holt (Ashley) e Joel Davison (Roger).

## Lutto in famiglia
- Titolo originale: A Death in the Family
- Diretto da: Asaad Kelada
- Scritto da: Linda Marsh e Margie Peters

### Trama
Natalie riceve una chiamata e apprende che suo padre è morto. La signora Garrett e le altre ragazze sono scosse e cercano di fare il possibile per alleviare il dolore dell'amica.
- Guest stars: Mitzi Hoag (Evie Green), Molly Picon (Mona), John Shearin (Dottor Perkins), Edith Fields (Signora Block), Danna Hansen (Signora Kravitz), Walter Mathews (Signore) e Patricia Wilson (Signora).

## La più popolare
- Titolo originale: Big Fish/Little Fish
- Diretto da: Asaad Kelada
- Scritto da: Linda Marsh e Margie Peters

### Trama
Blair si rende conto che Jo ha preso il suo posto come ragazza più popolare del college. Nel frattempo, Tootie cerca di risollevare Natalie, ancora scossa dalla morte del padre, e chiede aiuto alla signora Garrett.
- Guest stars: Pamela Segall (Kelly Affinado), Dori Keller (Skip), Danny Scott (Hal) ed Ellen Wheeler (Cathy).

## Una star a Langley
- Titolo originale: Star at Langley
- Diretto da: Asaad Kelada
- Scritto da: Andy Borowitz

### Trama
Blair incoraggia Cliff ad avere un rapporto più aperto e meno impegnativo con lei ma cambierà subito idea quando si troverà in competizione con Heather Hunt, una famosa stella del cinema arrivata a Langley.
- Guest stars: Geri Jewell (Geri Tyler), Jami Gertz (Boots St. Clair), David Tiefen (Guy Reynolds), Woody Brown (Cliff Winfield), Robyn Bernard (Heather Hunt) e Ric Addison (Fotografo).

## Il sogno
- Titolo originale: Dream Marriage
- Diretto da: Asaad Kelada
- Scritto da: Jerry Mayer

### Trama
Blair riceve una proposta di matrimonio da Cliff e sogna come sarà la sua vita, quella della signora Garrett e delle altre ragazze nel 2000.
- Guest stars: Woody Brown (Cliff Winfield) e Paul Tompkins (Philip).

## Madre e figlia
- Titolo originale: Mother and Daughter
- Diretto da: Norman Cohen
- Scritto da: Jerry Mayer

### Trama
La madre di Tootie arriva a Peekskill e avverte che tra lei e sua figlia c'è un distacco enorme.
- Guest stars: Pamela Segall (Kelly Affinado) e Chip Fields (Diane Ramsey).

## L'asta di beneficenza
- Titolo originale: All by Herself
- Diretto da: Judi Elterman
- Scritto da: Bob Myer, Bob Young, Cheri Eichen e Bill Steinkellner

### Trama
Geri sta preparando un'asta di beneficenza e ha chiesto a Blair di farle da assistente. La ragazza inizia a fare di testa sua senza consultare la cugina e per questo motivo viene licenziata.
- Guest stars: Geri Jewell (Geri Tyler), Susan Davis (Winifred Morris), Kip King (Fioraio), Mary Burkin (Cliente) ed Ernie Sabella (Signore).

## Come ai vecchi tempi
- Titolo originale: Seems Like Old Times
- Diretto da: Asaad Kelada
- Scritto da: Linda Marsh e Margie Peters

### Trama
La signora Garrett e le ragazze ricevono la visita di Eddie, l'ex fidanzato di Jo. Il ragazzo nasconde un terribile segreto e l'unica a venirne a conoscenza è Tootie.
- Guest stars: Pamela Segall (Kelly Affinado), Clark Brandon (Eddie Brennan) e Paul Keith (Fattorino).

## Custodia condivisa
- Titolo originale: Joint Custody
- Diretto da: Asaad Kelada
- Scritto da: Bob Myer e Bob Young

### Trama
Raymond Garrett e sua moglie Doris arrivano a Peekskill. I due sono vicini alla rottura e la signora Garrett e le ragazze sono preoccupate per il futuro del negozio.
- Guest stars: Joel Brooks (Raymond Garrett) e Kim Darby (Doris Garrett).

## Come eravamo: Parte 1
- Titolo originale: The Way We Were: Part 1
- Diretto da: Asaad Kelada
- Scritto da: Jerry Mayer

### Trama
Mentre si preparano a lasciare casa della signora Garrett, le ragazze ricordano gli ultimi anni trascorsi insieme (tramite flashbacks di episodi precedenti).

## Come eravamo: Parte 2
- Titolo originale: The Way We Were: Part 2
- Diretto da: Asaad Kelada
- Scritto da: Jerry Mayer

### Trama
Le ragazze continuano a ricordare il tempo passato (tramite flashbacks di episodi precedenti). 